# Buslijn 68 (Rotterdam)
Buslijn 68 is een buslijn in de gemeente Rotterdam en wordt geëxploiteerd door de RET. De lijn verbindt het ov-knooppunt en winkelcentrum Zuidplein via Pendrecht met de RDM Campus op de Heijplaat. De lijn is een zogenaamde "6-4-2 bus", wat inhoudt dat de lijn op maandag tot en met vrijdag overdag ten minste elke tien minuten rijdt.

## Geschiedenis

### Lijn 35 I

#### Lijn F
Begin jaren 1930 werd een buslijn ingesteld tussen het tuindorp Heijplaat en de Vlaskade waar kon worden overgestapt op een heen en weer bootje naar de rechter Maasoever. Een deel van de ritten reed door naar de Vondelingenplaat. In 1935 werd lijn F gesplitst in lijn F-1 naar Heijplaat en lijn F-2 naar het door Rotterdam geannexeerde Pernis en Hoogvliet en verder naar de Vondelingenplaat.
Na het gereed komen van de Maastunnel werd de lijnen doorgetrokken naar het Heemraadsplein.

#### Lijnen 35, 61, 68 en 71
Op 1 november 1953 werd lijn F-1 vernummerd in lijn 35 en lijn F-2 in lijn 36. In 1958 werden beide lijnen op de rechter Maasoever verlegd naar een nieuw busstation in de Jongkindstraat. Op 2 september 1967 werd lijn 35 in het kader van de hernummering van het lijnennet vernummerd in lijn 68. In februari 1968 bij de opening van de metro werd de lijn ingekort tot het metrostation Zuidplein en rijdt sindsdien van het Zuidplein via de Waalhaven naar het Rondoplein in Heijplaat. Het lijnnummer 35 werd in 1967 toegewezen aan een buslijn in Rotterdam-Noord.
Na de opening van de RDM Campus werd in de spitsuren een sneldienst 61, later vernummerd in 71, ingesteld die rechtstreeks naar de Campus reed. Met de dienstregeling 2014 werd lijn 71 weer opgeheven maar werd lijn 68 van het Rondoplein verlegd naar de Campus waar aansluiting bestaat op de Aqualiner. In de spitsuren zijn er korttrajectdiensten tot de Waalhaven, die rijden sinds 21 augustus 2017 onder het lijnnummer 668 (en sinds 5 mei 2025 onder het lijnnummer 768).